# American Pneumatic
American Pneumatic ist der Name eines um 1900 geplanten Automobils, das mit Druckluft betrieben werden sollte.
Geplant wurde das Druckluftauto von der American Vehicle Company aus West Virginia, welche im Februar 1900 eine entsprechende Ankündigung machte. Hinter der Firma standen die Herren A. J. Acken, E. F. Slocum, R. H. Hungerford, A.H. Cooke und J. D. Campbell. Obwohl die Kapitaldecke des Unternehmens mit einer Million US-Dollar mehr als ausreichend war, wurde das Projekt nicht verwirklicht. Es scheint nicht einmal ein Prototyp gebaut worden zu sein.
Auch andere US-Hersteller wie MacKenzie & McArthur in New Haven (Connecticut), die Autocrat Manufacturing Company in Hartford (Connecticut) und Pneumatic Carriage Company beschäftigten sich mit dem Druckluftauto. Ebenfalls nicht vermarktet wurden Druckluftfahrzeuge der Marken Automatic Air, Carrol, Meyers und Muir.